# Boroseni, Dondușeni
Boroseni este un sat din cadrul comunei Elizavetovca din raionul Dondușeni, Republica Moldova.

## Istorie
Satul apare atestat pentru prima dată într-o d hotărnicie a satului Sudarca, în care se menționează în calitate de martor Ion - „om bun și megieș” din Boroșești:
„Io Vasilie voievod, din mila lui Dumnezeu, domn al Țării Moldovei. Iată au venit înaintea noastră și înaintea tuturor boierilor noștri moldoveni, mari și mici. Gaica fiul lui Băgul, și Constantin fiul lui Tanchea, nepotul lui Băgul, și cu alte rude ale lor și s-au pârât de fată, înaintea noastră, cu credincioșii noștri boieri Savin Prăjescul fost mare vornic și cu Lupul Prăjescul mare clucer, și Pătrașco Ciogolea fost logofăt și cu alte rude ale lui Balica hatman, pentru satul Sidavsca, ce este în ținutul Soroca,...

...

Deci domnia mea i-am întrebat dacă au drese de cumpărătură pe acel sat Sidarsca să le scoată înaintea noastră și ei n-au avut, ci au lăsat pe oameni buni, megieși de prinprejur, cum știu cu sufletele lor de rândul acelui sat. Și le-am făcut carte de la domni a mea către sluga și boierul domniei mele Stefan foit logofăt. Astfel el a strâns mulți oameni, megieși dinprejur, anume: Ion din Boroșești, și Danco din Horodești, și Bratina din Cricencăuți, și Melintie de acolo, și ... și alți oameni buni și oșteni de frunte și au jurat toți mai sus scrișii, pe sfânta evanghelie, că n-a avut Balica hatman nici o cumpărătură în acel sat, nici moștenire.

...

La Iași, anul 7150 <1642>, luna aprilie, 4 zile.”

## Demografie

### Structura etnică
Conform recensământului populației din 2004, satul avea 138 de locuitori, dintre care 107 ucraineni, 30 de moldoveni/români și 1 rus.